# Actias isis
La falena luna di Sulawesi o falena luna di Iside (Actias isis) è una falena della famiglia Saturniidae descritta per la prima volta da Léon Sonthonnax nel 1899.

## Habitat
È presente soltanto a Sulawesi.

## Ciclo vitale

### Uovo

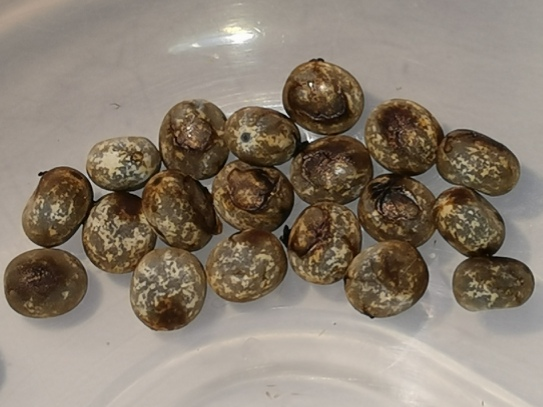
Uova

Le uova sono grigio/marroni e chiazzate, e sono grandi circa 2-3 mm. Le larve emergono circa 10-14 giorni dopo essere state deposte, a temperatura ambiente.

### Bruco

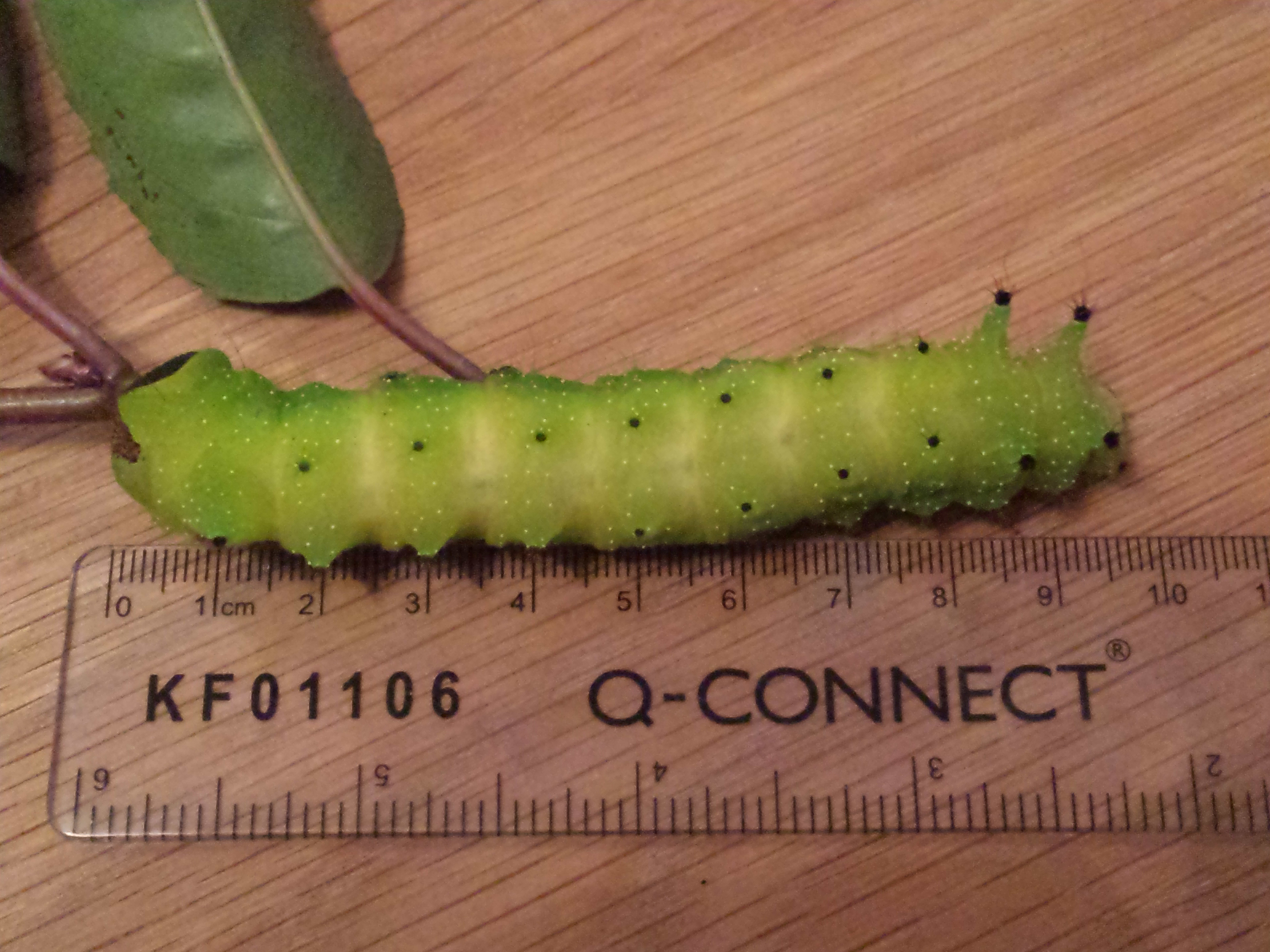
Bruco all'ultimo stadio.

Le larve hanno cinque stadi. Il primo è arancio/marrone, con una fascia nera attorno ai segmenti centrali. La larghezza della banda scura è variabile e la testa è marrone scuro. La larva diventa verde all'inizio del secondo stadio, sviluppando tubercoli rosso/arancioni poco prima della muta. Al quarto stadio, i tubercoli diventano neri e spinosi. L'ultimo stadio sviluppa anche dei puntini bianchi. La larva può raggiungere una lunghezza di circa 9-10 cm e una massa di 15 g.

### Bozzolo

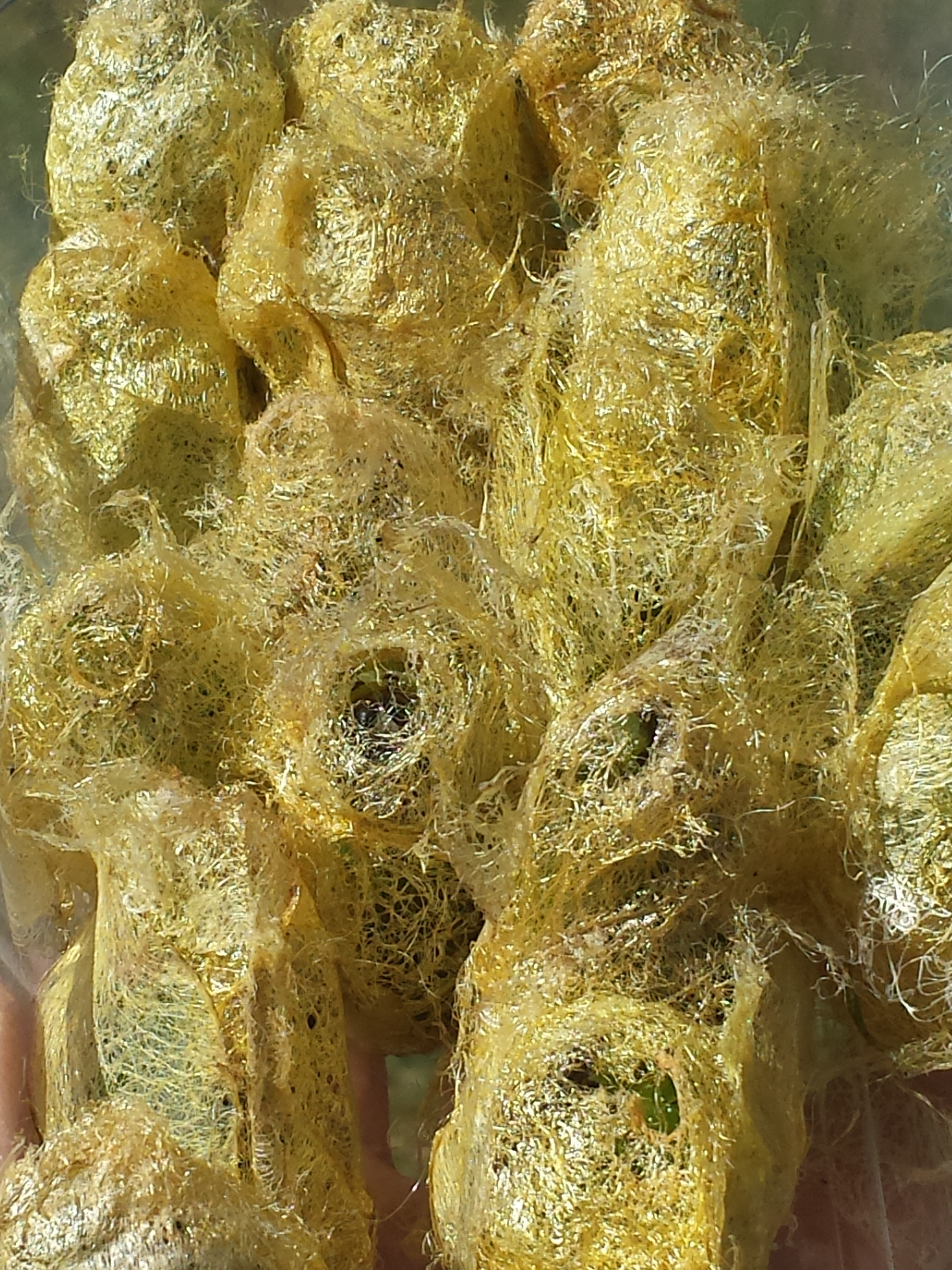
Bozzoli

Le pupe sono lunghe circa 3-4 cm e arrotondate. Le femmine arrivano a 7-10 g, mentre i maschi solo 4-7 g. Essi sono avvolti in un bozzolo sottile di seta gialla. Esso è facilmente permeabile e ha un'apertura dal lato della testa. Lo sviluppo della pupa può essere rallentato a temperature di circa 15 °C, ma non è una vera diapausa; le pupe continueranno a svilupparsi con un ritmo ridotto. Se mantenute a 20 °C, le falene emergono in circa quattro settimane. Alcune pupe sono nere, mentre altre sono marroni. Nel primo caso non è possibile vedere i disegni alari svilupparsi prima che emergano.

### Adulto

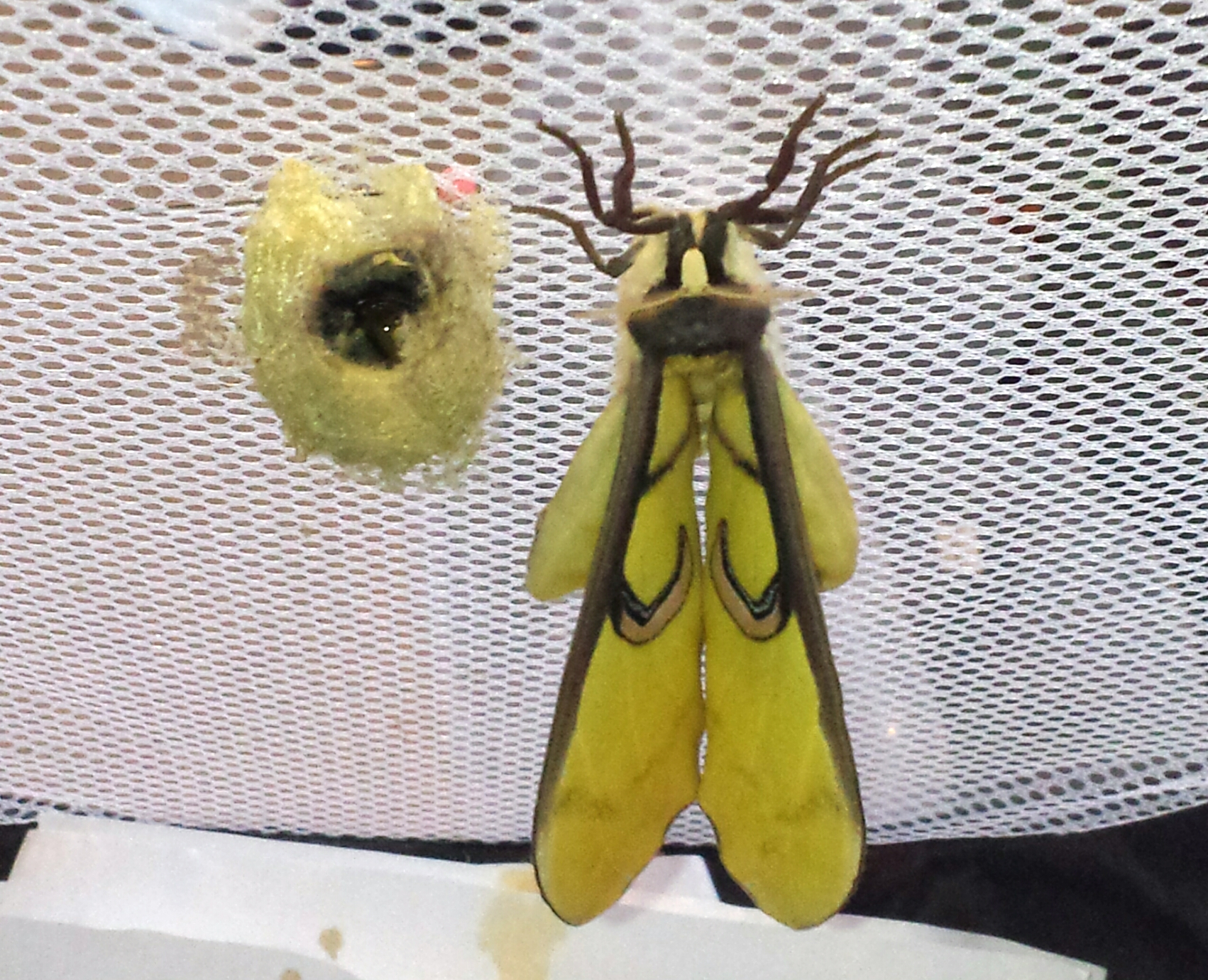
Femmina mentre distende le ali accanto al proprio bozzolo.

Gli adulti vivono generalmente solo 7-10 giorni e, come tutti i Saturnidi, non si nutrono.
Presentano un marcato dimorfismo sessuale: i maschi hanno una livrea che varia dal marrone scuro al giallo, caratterizzata da una luna crescente di colore marrone o nero e un ocello nella parte inferiore dell'ala. Le ali posteriori sono falcate e dotate di lunghe code di colore scuro, che possono raggiungere una lunghezza di 20 cm e terminano con una punta gialla.
Le femmine, invece, sono significativamente più robuste rispetto ai maschi. Hanno ali di colore giallo e code più spesse, mentre le ali posteriori risultano più arrotondate. Ogni femmina depone tra 150 e 250 uova, che possono essere depositate anche in assenza della pianta nutrice.

## Piante nutrici
Le piante nutrici usate in cattività sono Eucalyptus gunnii, Liquidambar, Rhus, Prunus lusitanica, Arbutus unedo e Betula. Crataegus, Rosa, Salix e Quercus ilex possono essere usate, ma con scarsi risultati.